# Stambridge
Stambridge är en civil parish i Rochford i Essex i England. Orten har 700 invånare (2011). Det inkluderar Great Stambridge och Little Stambridge.